# جنگ آپاچی
جنگ آپاچی (انگلیسی: Apache Wars) یا جنگ‌های آپاچی مجموعه‌ای از درگیری‌های مسلحانه بین ارتش ایالات متحده و کنفدراسیون‌های مختلف قبیله‌ای آپاچی بود، که بین سال‌های ۱۸۴۹ تا ۱۸۸۶ در جنوب غربی آمریکا جنگیدند، اگرچه خصومت‌های جزئی تا اواخر سال ۱۹۲۴ ادامه یافت. پس از جنگ مکزیک و آمریکا در سال ۱۸۴۶، ایالات متحده سرزمین‌های مورد مناقشه‌ای را از مکزیک که خانه مهاجران و قبایل آپاچی بود، ضمیمه خود کرد. درگیری‌ها همچنان ادامه یافت زیرا مهاجران آمریکایی برای پرورش دام و محصولات کشاورزی و استخراج مواد معدنی به سرزمین‌های سنتی آپاچی ورود کردند.
ارتش ایالات متحده قلعه‌هایی را برای مبارزه با گروه‌های جنگی قبیله‌ای آپاچی و مجبور کردن آپاچی‌ها به حرکت به مناطق حفاظت‌شده سرخپوستان تعیین‌شده توسط ایالات متحده مطابق با قانون حذف سرخپوستان ایجاد کرد. برخی از مناطق حفاظت‌شده در مناطق سنتی اشغال‌شده توسط آپاچی‌ها نبودند. در سال ۱۸۸۶، ارتش ایالات متحده بیش از ۵۰۰۰ سرباز را برای جنگیدن در میدان مستقر کرد که منجر به تسلیم جرونیمو و ۳۰ نفر از پیروانش شد. این مرحله، به طور کلی پایان جنگ‌های آپاچی در نظر گرفته می‌شود، اگرچه درگیری‌ها بین شهروندان و آپاچی‌ها همچنان ادامه یافت. ارتش کنفدراسیون پیش از آنکه برای شرکت در جنگ داخلی آمریکا در نیومکزیکو و آریزونا اعزام شود، به طور خلاصه در اوایل دهه ۱۸۶۰ در جنگ‌های تگزاس شرکت کرد.